# 黄药小叶巧玲花
黄药小叶巧玲花（学名：Syringa pubescens var. flavoanthera）是木犀科丁香属巧玲花的变种。分布于中国大陆的陕西等地，生长于海拔1,900米的地区，目前尚未由人工引种栽培。

## 别名
黄药小叶丁香（植物研究）